# Шельшедом
Шельшедом — село в Большесельском районе Ярославской области России. 
В рамках организации местного самоуправления входит в Вареговское сельское поселение, в рамках административно-территориального устройства — в Вареговский сельский округ.

## География
Расположено в 38 километрах к западу от Ярославля и в 23 километрах от райцентра, села Большое Село. 
В 1,5 км к западу находится деревня Варегово.

## История
Церковь села Шельшедома основана в 1769 году на средства прихожан и заключала в себе два престола: Воздвижения Честного и Животворящего Креста Господня и св. Чудотворца Николая. 
В конце XIX — начале XX село входило в состав Максимовской волости Романово-Борисоглебского уезда Ярославской губернии.
С 1929 года село являлась центром Шельшедомского сельсовета Тутаевского района, с 1935 года — в составе Большесельского района, с 2005 года — в составе Вареговского сельского поселения.

## Население
| 1859 | 2002 | 2007 | 2010 |
| ---- | ---- | ---- | ---- |
| 141  | ↗162 | ↗204 | ↘196 |

Согласно результатам переписи 2002 года, в национальной структуре населения русские составляли 92 % из 162 жителей.

## Достопримечательности
В селе расположена недействующая церковь Церковь Воздвижения Креста Господня (1769 год).